# اچ‌دی ۹۴۴۶
اچ‌دی ۹۴۴۶ یک ستاره است که در صورت فلکی سه‌سو قرار دارد.